# Pont Ferenc Deák
Le pont Ferenc Deák (en hongrois, Deák Ferenc híd) est un pont de Budapest. Il porte le nom de l'homme politique Ferenc Deák.

## Situation
Il franchit le Danube à l'extrémité sud de la ville, au niveau de l'Île de Csepel. Il est l'un des deux ponts sur lesquels l'autoroute M0 franchit le fleuve.